# 森谷司郎
森谷 司郎（もりたに しろう、1931年（昭和6年）9月28日 - 1984年（昭和59年）12月2日）は、日本の映画監督。

## 概歴
東京市四谷区番衆町（現・東京都新宿区新宿）出身。1937年に台湾に転居し、中学2年生の時に終戦とともに岡山県へ引き上げる。岡山県第一岡山中学校から岡山県立岡山朝日高等学校を経て、1955年に早稲田大学第一文学部仏文科卒業。卒業後はジャーナリストを志望していたが、東宝の助監督試験に合格し入社する。同期には恩地日出夫、木下亮。成瀬巳喜男・黒澤明の作品で助監督を務める。監督昇進まで10年以上、助監督を経験し1966年に加山雄三主演『ゼロ・ファイター 大空戦』で、監督デビューを飾る。
5本の黒澤映画でチーフ助監督をつとめた唯一の人物であり、師ゆずりの完璧主義で次第に評価を高め、1970年代に2本の大作映画『日本沈没』と『八甲田山』が記録的な大ヒットとなる。『八甲田山』の撮影は映画史上類を見ない過酷さだったと言われ、裸で死ぬ兵士の肌が紫がかって見えるのはメイクでなく、本当の凍傷であった。この過酷な撮影に耐え切れず、脱走した俳優もいたという。その大作を粘り強くまとめあげる手腕をして、『キネマ旬報』誌上で「日本映画界の四番バッター」と書かれるほどの存在となった。しかし、その後はこれを上回るヒットや評価を得ることはできなかった。立花隆の原作の映画『宇宙からの帰還』の準備中に胃癌で倒れ、1984年12月2日に、53歳で死去した。
なお、黒澤映画の常連でもあった佐藤勝や、芥川也寸志といった巨匠作曲家たちとのコンビで大ヒットを飛ばした森谷だが、その後は一転して若い作曲家と組んだ作品が多い。このことについて、ベテランを信頼して下駄をあずける度量を森谷が失いつつあるのではないかとの憂慮を佐藤がコメントしたことがある。

## 主な監督作品

### 助監督時代
| 公開年 | 公開年   | 作品名                      | 制作（配給）                     | 脚本                                       | 監督       | 上映時間ほか                              | 役職     |
| ------ | -------- | --------------------------- | -------------------------------- | ------------------------------------------ | ---------- | ----------------------------------------- | -------- |
| 1955年 | 7月13日  | 芸者小夏 ひとり寝る夜の小夏 | 東宝                             | 梅田晴夫 宮内義治                          | 青柳信雄   | モノクロ スタンダード 105分               |          |
| 1955年 | 9月28日  | 姿なき目撃者                | 東宝                             | 日高繁明                                   | 日高繁明   | モノクロ スタンダード 89分                |          |
| 1955年 | 11月29日 | 青い果実                    | 東宝                             | 笠原良三                                   | 青柳信雄   | モノクロ スタンダード 89分                |          |
| 1956年 | 11月20日 | 流れる                      | 東宝                             | 田中澄江 井手俊郎                          | 成瀬巳喜男 | モノクロ スタンダード 117分               | セカンド |
| 1957年 | 9月22日  | 大学の侍たち                | 東宝                             | 笠原良三                                   | 青柳信雄   | カラー 東宝スコープ                       | セカンド |
| 1958年 | 5月13日  | 杏っ子                      | 東宝                             | 田中澄江 成瀬巳喜男                        | 成瀬巳喜男 | モノクロ スタンダード 109分               | セカンド |
| 1958年 | 9月2日   | 鰯雲                        | 東宝                             | 橋本忍                                     | 成瀬巳喜男 | カラー 東宝スコープ 129分                 | セカンド |
| 1959年 | 3月29日  | コタンの口笛                | 東宝                             | 橋本忍                                     | 成瀬巳喜男 | カラー 東宝スコープ 126分                 |          |
| 1959年 | 8月23日  | サザエさんの新婚家庭        | 東宝                             | 笠原良三 蓮池義雄                          | 青柳信雄   | カラー 東宝スコープ 85分                  | チーフ   |
| 1959年 | 12月8日  | 槍一筋日本晴れ              | 東宝                             | 蓮池義雄                                   | 青柳信雄   | モノクロ 東宝スコープ 93分                | チーフ   |
| 1959年 | 12月26日 | サザエさんの脱線奥様        | 宝塚映画 （東宝）                | 笠原良三                                   | 青柳信雄   | カラー 東宝スコープ 79分                  | チーフ   |
| 1960年 | 2月14日  | 落語天国紳士録              | 東宝                             | 蓮池義雄 椿澄夫                            | 青柳信雄   | モノクロ 東宝スコープ 91分                | チーフ   |
| 1960年 | 2月28日  | サザエさんの赤ちゃん誕生    | 宝塚映画 （東宝）                | 笠原良三 蓮池義雄                          | 青柳信雄   | カラー 東宝スコープ 86分                  | チーフ   |
| 1960年 | 9月15日  | 悪い奴ほどよく眠る          | 東宝 黒澤プロダクション （東宝） | 小国英雄 久板栄二郎 黒澤明 菊島隆三 橋本忍 | 黒澤明     | モノクロ 東宝スコープ 151分               | チーフ   |
| 1961年 | 2月8日   | 若い狼                      | 東宝                             | 恩地日出夫                                 | 恩地日出夫 | モノクロ 東宝スコープ 83分                | チーフ   |
| 1961年 | 4月25日  | 用心棒                      | 東宝 黒澤プロダクション （東宝） | 菊島隆三 黒澤明                            | 黒澤明     | モノクロ 東宝スコープ 110分               | チーフ   |
| 1961年 | 7月8日   | 大学の若大将                | 東宝                             | 笠原良三 田波靖男                          | 杉江敏男   | カラー 東宝スコープ 82分                  | セカンド |
| 1962年 | 1月1日   | 椿三十郎                    | 東宝 黒澤プロダクション （東宝） | 菊島隆三 小国英雄 黒澤明                   | 黒澤明     | モノクロ 東宝スコープ 96分                | チーフ   |
| 1963年 | 3月1日   | 天国と地獄                  | 東宝 黒澤プロダクション （東宝） | 小国英雄 菊島隆三 久板栄二郎 黒澤明        | 黒澤明     | モノクロ・パートカラー 東宝スコープ 143分 | チーフ   |
| 1963年 | 8月31日  | 国際秘密警察 指令第8号      | 東宝                             | 小川英 間藤守之                            | 杉江敏男   | カラー 東宝スコープ 94分                  | チーフ   |
| 1965年 | 4月3日   | 赤ひげ                      | 東宝 黒澤プロダクション （東宝） | 井手雅人 小国英雄 菊島隆三 黒澤明          | 黒澤明     | モノクロ 東宝スコープ 185分               | チーフ   |

### 監督時代
| 公開年 | 公開年   | 作品名                              | 制作（配給）                                | 脚本                   | 上映時間ほか                |
| ------ | -------- | ----------------------------------- | ------------------------------------------- | ---------------------- | --------------------------- |
| 1966年 | 7月13日  | ゼロ・ファイター 大空戦             | 東宝                                        | 関沢新一 斯波一絵      | カラー シネマスコープ 92分  |
| 1967年 | 3月12日  | 続・何処へ                          | 東宝                                        | 井手俊郎               | カラー シネマスコープ 84分  |
| 1967年 | 9月30日  | 育ちざかり                          | 東宝                                        | 井手俊郎               | カラー シネマスコープ 88分  |
| 1968年 | 6月8日   | 首                                  | 東宝                                        | 橋本忍                 | モノクロ スタンダード 100分 |
| 1968年 | 9月7日   | 兄貴の恋人                          | 東宝                                        | 井手俊郎               | カラー シネマスコープ 84分  |
| 1969年 | 4月12日  | 二人の恋人                          | 東宝                                        | 井手俊郎               | カラー シネマスコープ 91分  |
| 1969年 | 9月10日  | 弾痕                                | 東宝                                        | 永原秀一               | カラー シネマスコープ 94分  |
| 1970年 | 8月4日   | 赤頭巾ちゃん気をつけて              | 東宝                                        | 井手俊郎 森谷司郎      | カラー シネマスコープ 89分  |
| 1971年 | 1月9日   | 初めての旅                          | 東京映画 （東宝）                           | 井手俊郎               | カラー シネマスコープ 87分  |
| 1971年 | 7月3日   | 「されどわれらが日々」より 別れの詩 | 東宝                                        | 橋本忍 岡田和代 橋本綾 | カラー シネマスコープ 104分 |
| 1971年 | 9月24日  | 潮騒                                | 東宝                                        | 井手俊郎               | カラー シネマスコープ 89分  |
| 1972年 | 2月5日   | 蒼ざめた日曜日                      | 東宝 石原プロモーション （東宝）            | 田波靖男 井手俊郎      | カラー シネマスコープ 90分  |
| 1972年 | 9月23日  | 初めての愛                          | 東宝映画 （東宝）                           | 井手俊郎 森谷司郎      | カラー スタンダード 93分    |
| 1973年 | 3月3日   | 放課後                              | 東宝映画 （東宝）                           | 井手俊郎               | カラー スタンダード 89分    |
| 1973年 | 12月29日 | 日本沈没                            | 東宝映画 東宝映像 （東宝）                  | 橋本忍                 | カラー シネマスコープ 144分 |
| 1977年 | 6月4日   | 八甲田山                            | 橋本プロ 東宝映画 シナノ企画 （東宝）       | 橋本忍                 | カラー シネマスコープ 169分 |
| 1978年 | 9月23日  | 聖職の碑                            | 東宝映画 シナノ企画 （東宝）                | 山内久                 | カラー シネマスコープ 153分 |
| 1980年 | 1月15日  | 動乱                                | 東映 シナノ企画 （東映）                    | 山田信夫               | カラー ビスタビジョン 150分 |
| 1981年 | 6月6日   | 漂流                                | 東京映画 （東宝）                           | 広沢栄 森谷司郎        | カラー ビスタビジョン 151分 |
| 1982年 | 10月16日 | 海峡                                | 東宝映画 （東宝）                           | 井手俊郎 森谷司郎      | カラー ビスタビジョン 141分 |
| 1983年 | 4月9日   | 小説吉田学校                        | フィルムリンク・インターナショナル （東宝） | 長坂秀佳 森谷司郎      | カラー ビスタビジョン 132分 |

### ドラマ
- 人魚亭異聞無法街の素浪人（1976年）
- 腐蝕の構造（1977年）

### 脚本作品
- 青春白書 大人には分らない（1958年）
- 太陽は呼んでいる（1963年）
- 二十歳の原点（1973年）
- 宇宙からの帰還（1985年）

### 未制作作品
- 続日本沈没（1974年）

## 受賞歴
- 芸術選奨新人賞（1969年）